# معركة أم الشافتير
معركة أم الشافتير أو عقيرة الدم هي معركة دارت في يومي 27 و28 من أبريل عام 1927 بين المقاومة الليبية بقيادة عمر المختار وقوات الاحتلال الإيطالي، وانتهت بخسارة الثوار وتكبدهم خسائر فادحة. كانت المعركة ذات أهمية لأنها كانت أول لقاءٍ مفتوح بين كافة قوات ثوار الجبل الأخضر مجتمعةً تحت قيادة عمر المختار من جهة والجيش الإيطالي من جهةٍ أخرى، وجاء ذلك على إثر الثقة التي منحتها معركة الرحيبة سابقاً للثوار، إلا إن الخسارة الفادحة في معركة أم الشافتير خصوصاً مع مشاركة سلاح الجو الإيطالي والقصف المستمرّ براً وجواً، قد أثبتت عدم فاعلية هذا التكتيك. وبعد هزيمة أم الشافتير عاد الثوار الليبيون إلى أساليبهم السابقة في الكر والفر والإغارة المفاجئة.

## الخلفية
كانت قد دارت في 28 مارس عام 1927 معركة الرحيبة التي حاول فيها الطليان اجتياح دور العبيدات شرق ليبيا، للقضاء على قوات المجاهدين الليبيين فيها. إلا إن العملية منيت بالفشل، فهزمت القوات الإيطالية وتكبَّدت خسائر فادحةً، بلغت نحو نصف حجمها، مما رفع كثيراً من معنويات الثوار الليبيّين وسبب ضجَّة في أوساط القيادة الإيطالية. ورداً على ذلك، قررت إطلاق حملةٍ جديدةٍ لاستعادة سمعتها وهيبتها بعد هزيمة الرحيبة.

## المعركة
كانت القوَّات الإيطاليَّة عظيمة العدد والعِتاد، فضمَّت فرق نظاميَّة إيطاليَّة وإريتريَّة وليبيَّة محليَّة، بالإضافة لبضعة فرق غير نظاميَّة من مرتزقة ليبيّون وأفارقة، وعدَّة دبَّابات وسيَّارات مصفحة وفرق هجَّانة وبطاريَّات مدفعيَّة. ويُضاف إلى تلك الاستعدادت سلاح الطيران الذي انطلق من قواعده بالمرج ومراوه وسلنطة. بالمُقابل، تراوح عدد المجاهدين ما بين 1500 إلى 2000 مجاهد، 25% منهم تقريبًا من سلاح الفرسان، ويرافقهم حوالي 12 ألف جمل. علمت إيطاليا بواسطة جواسيسها بموقع المجاهدين في عقيرة أم الشفاتير فارادت أن تحكم الطوق عليهم، فزحفت القوّات الإيطالية نحو العقيرة بعد مسيرة دامت يومين كاملين واستطاعت أن تضرب حصارًا حول المختار ورجاله من ثلاث جهات، وبقوّات جرّارة تكوّنت من حوالي 2000 بغل و5000 جندي، و1000 جمل بالإضافة إلى السيّارات المُصفّحة والناقلة. ولمَّا علم المختار بما يخططه الطليان، شرع يعد العدّة مع باقي قادة الجهاد لمُلاقاة العدو، فأعدوا خطة حربيَّة وقاموا بحفر خنادق ليستتر بها المجاهدون وخنادق أخرى لتحتمي بها الأسر من نساء وأطفال وشيوخ، وتمَّ ترتيب المجاهدين على شكل مجموعات حسب انتمائهم القبلي ووضعت أسر كل قبيلة خلف رجالها المقاتلين، وكان قائد تلك المعركة الشيخ حسين الجويفي البرعصي، أمَّا عمر المختار فقاتل إلى جانب المقاتلين الآخرين من غير أصحاب الرتب. ولم يطل الأمر حتى اشتبك المجاهدون مع الطليان في معركة حامية الوطيس، وسقط من الليبيّون الكثير من الرجال، وحتى النساء والأطفال، بعد أن قصفت الطائرات الفاشيَّة أماكن تمركزهم، لكنَّ المختار والباقون تمكنوا من دحر الإيطاليين وأجبروهم على التقهقر والانسحاب مرة أخرى. بلغ عدد القتلى الليبيين 200 شخص، كان من بينهم والد زوجة عمر المختار الذي بكاءه بكاءً حارًا وقال بعد أن سمع بمقتله: «راحو الكل ياعين الجيران وأصحاب الغلا».
بعد انتهاء المعركة، أصبحت القوَّات الإيطاليَّة منهوكة القوى مُصابة بالإعياء من شدة المعارك المستمرة منذ فترة طويلة دون توقف، وكشفت المعركة لعمر المختار عن ملامح السياسة الفاشسيَّة الجديدة وهي الإبادة والتدمير للمصالح والرجال على حدٍ سواء، فاتخذ اجراءات ترحيل النساء والأطفال والشيوخ إلى السلّوم لحمايتهم من الغارات الجويَّة الإيطاليَّة، وتيسيرًا لسهولة تحرّك المجاهدين وفق ما يتطلبه الموقف الجديد. كما أعاد تنظيم المجاهدين على هيئة فرق صغيرة تلتحم مع العدو عند الضرورة، وتشغله في أغلب الأوقات مما يُقلل من نسبة الخسائر المحليَّة أثناء المعارك ويُلحق الخسائر الفادحة بالأعداء وفق التكتيك الجديد لحرب العصابات، ألا وهو الهجوم في الوقت المناسب والانسحاب عند الضرروة. بالإضافة إلى ذلك، أيقن المُختار ضرورة العمل على التعريف بالقضيَّة الليبيَّة والنضال الليبي ضد إيطاليا في البلاد الإسلاميَّة والأوروبيَّة على حدٍ سواء، فطلب من بعض المجاهدين الهجرة إلى الخارج للتعريف بالقضيَّة َّفي البلدان التي يحلّون بها، فكان من نتيجة هذا تشكيل الجاليات الليبيَّة في الخارج.

## نتائج المعركة
أدَّت المعركة إلى استرداد إيطاليا لهيبتها في المنطقة بعد أن كانت قد فقدتها نتيجة معركة الرحيبة، كما أثبتت عدم قدرة الثوار على مواجهة الجيش الإيطالي في معركة مفتوحة جيشاً أمام جيش. وبعدها أصبح الثوار يهجرون قواعدهم عند اقتراب الإيطاليين، وعادوا إلى أسلوب الكر والفر والغارات المتقطّعة السابق، بعد أن كانت تجربة الرحيبة قد أكسبتهم جرأةً لمواجهة القوات الإيطالية الكبيرة.